# День работников государственной статистики (Беларусь)
«День работников государственной статистики» — национальный профессиональный праздник, работников статистики, который отмечается в Белоруссии каждый год, 23 августа.
«День работников государственной статистики Беларуси» получил в республике официальный государственный статус после того, как 26 марта 1998 года, в столице страны городе-герое Минске, Президент Республики Беларусь Александр Григорьевич Лукашенко подписал Указ № 157 «О государственных праздниках, праздничных днях и памятных датах в Республике Беларусь», который предписывал отмечать эту дату ежегодно 23 августа.
Дата для проведения этого профессионального праздника была выбрана главой государства не случайно. В 1920 году, именно в этот день, Военно-революционный комитет Беларуси принял решение о создании в советской республике Центрального статистического бюро. Спустя 74 года эта организация была реорганизована в Министерство статистики и анализа Белоруссии. В 2008 году организация переименована в Национальный статистический комитет Республики Беларусь.
«День работников государственной статистики Беларуси» не является нерабочим днём, если, в зависимости от года, он не попадает на выходной.